# 关牧村
关牧村（1953年11月6日—），女，锡伯族，生于河南新乡，原籍辽宁沈阳，中国女中音歌唱家，一级演员，中国共产党党员（1985年入党）。

## 生平
关牧村出生于河南省新乡市牧野村，自幼喜爱歌唱。1970年代，关牧村在天津当工人，1977年考入天津歌舞剧团担任演员。1985年，加入中国共产党。1987年，毕业于中央音乐学院声乐系进修班。1991年考入南开大学攻读硕士学位。2013年，当选为第十二届全国人大代表。2018年2月24日，当选为第十三届全国人大代表。

## 艺术风格
关牧村曾先后师从于彭维钢、李维杰等人，将西洋唱法与中国民族唱法融合，形成了独特的艺术风格。

## 艺术作品
曾与施光南合作，演唱了大量作品，《打起手鼓唱起歌》、《祝酒歌》、《吐鲁番的葡萄熟了》等歌曲深受听众欢迎。
- 主演古装歌剧《宦姐》（1981年）
- 主演并主唱中国第一部音乐故事片《海上升明月》（1983年）
- 参加大型音乐舞蹈史诗《中国革命之歌》演出（1985年）
- 主演、主唱电视歌舞剧故事片《最后的悲歌》（1986年）
- 参与演出大型古典电视艺术片《唐风宋韵》（1990年）
- 与中央歌剧院合作演出歌剧《屈原》（1991年）
- 电视歌剧《最后的悲歌》
- 电视艺术片《吐鲁番的葡萄熟了》、《美丽的敦煌》、《月光下的凤尾竹》
- 1993年拍摄电视艺术片《吐鲁番的葡萄熟了》个人专辑；

## 奖项和荣誉
- “新长征突击手”称号（1979年至1981年连续三年）
- 天津市青年演员声乐比赛一等奖（1980年）
- 获中国文化部优秀演员奖（1985年）
- 中国中央电视台举办的“全国听众最喜爱的歌唱演员”濠江杯奖（1986年）
- 一级演员职称（1988年授予）
- 中国首届金唱片奖（1989年）
- 中国首届青年歌手大赛二等奖
- 第13届世界青年联欢节最高艺术成就奖（1989年在朝鲜获得）
- 演唱《金风吹来的时候》获中国农村歌曲演唱一等奖
- 为电视剧《磋砣岁月》演唱的主题歌《一只难忘的歌》获中国优秀影视歌曲奖
- 中国国务院批准享受政府特殊津贴（1991年）
- 中国文化部优秀专家称号（1992年）
- 三八红旗手称号（1992年）
- 天津市劳动模范（1984年、1994年）
- “民族团结进步模范”称号（1998年國家民委授予）
- 中国先进工作者（2000年）
- 中华慈善总会颁发的首届“中华慈善奖”（2005年）

## 社会兼职
- 中共十八大代表
- 第六、八、九、十、十一届全国政协委员
- 第十二届全国人大代表（代表团：天津）
- 全国青联常委、第七、八届全国青联副主席
- 天津市青联副主席
- 中国音乐家协会会员、第八届副主席
- 天津市音乐家协会理事